# Polyclinum vasculosum
Polyclinum vasculosum är en sjöpungsart som beskrevs av Pizon 1908. Polyclinum vasculosum ingår i släktet Polyclinum och familjen klumpsjöpungar. Inga underarter finns listade i Catalogue of Life.